# Cot Ulaya
Cot Ulaya is een bestuurslaag in het regentschap Aceh Utara van de provincie Atjeh, Indonesië. Cot Ulaya telt 131 inwoners (volkstelling 2010).